# ۷۹ (پیش از میلاد)
۷۹ (پیش از میلاد) ۷۹مین سال قبل از تقویم میلادی است.